# Paula van Alphen
Paula van Alphen (Schiedam, 1908 – Doorn, 1979) was een Nederlandse zanglerares en dirigente van kinderkoren.
Zij maakte tientallen lp-opnames met koren als De Schellebellen, Het Wigwamkoor, later Het Blokhutkoor geheten, en kinderkoor De Tieners. Daarnaast werkte ze mee aan verschillende kinderprogramma's voor de radio, zoals De Wigwam (KRO) en Kleuterklas (KRO).
In 1963 ontving zij een Edison voor haar opname van Kolderliedjes van Toon Hermans met kinderkoor De Tieners.

## Leven en werk
Paula van Alphen studeerde piano aan het conservatorium in Den Haag, waarna zij zich toelegde op dirigeren. In de jaren daarna stonden verschillende koren in Rotterdam, Schiedam en Den Haag onder haar leiding. Na de oorlog verhuisde ze naar Soestdijk.
Met haar kinderkoren zette ze niet alleen klassieke kinderliedjes op de plaat, maar ook sinterklaasliedjes en kerstliedjes, liedjes van Annie M.G. Schmidt en Harry Bannink, liedjes van Toon Hermans en muziek van vele kindertelevisieprogramma's, zoals Swiebertje, De Fabeltjeskrant en Paulus de Boskabouter.
In 1960 werkte zij mee aan het kinderprogramma Kleuterklas op de radio (KRO). Ze leerde daarin jonge kinderen kinderliedjes aan, zoals over de seizoenen.
Vanaf 1965 werkte ze mee aan de reeks singletjes met kinderliedjes voor zangonderwijs op school, uitgebracht door Benny Vreden (Benny Vreden Producties). Hiervoor schreef ze meerdere liedjes, zoals De poppenkast, Sneeuwliedjes, Tingelingeling, de ijscoman, Wie is jarig? en De kerstboom; en kleuterliedjes als Hondje Flap.
In 1968 werkte zij mee aan een musical voor kinderen op de televisie met kinderkoor De Schellebellen, genaamd In Tierelantijn (AVRO).
In 1975 verhuisde Paula van Alphen naar Park Boswijk in Doorn. Ze overleed te Doorn in 1979 in de leeftijd van 71 jaar.

## Lp's met opnames die zij dirigeerde
Deze lijst is niet compleet.

### De Schellebellen
- Luister, kleutertje, kinderliedjes
- Dierenoptocht, kinderliedjes over dieren
- Sprookjes om te zingen en te spelen, kinderliedjes over vier sprookjes
- Slaap, kindje slaap, kinderliedjes
- Zing maar mee - Je kent de wijs al (1977), kinderliedjes
- Uit de school geklapt, liedjes over de maanden van het jaar
- Willy de Walvis (single)

Liedjes van Annie M.G. Schmidt
- Woelewippie
- Muzikale speeltuin - Woelewippie
- Waaidorp, liedjes bij lesboekjes

Sinterklaas- en kerstliedjes
- Daar is een stoomboot aangekomen
- Sinterklaas is jarig
- Wie is er geboren deze nacht

Liedjes van de televisie
- Vrouwtje Bezemsteel (liedjes uit Vrouwtje Bezemsteel)
- Hallo meneer de Uil (liedjes uit De Fabeltjeskrant)
- Meneer de Uil met de Schellebellen
- Kasje Kauwgom
- Swiebertje (liedjes uit Swiebertje)
- Swiebertje - Ivanhoe - Pipo de Clown - Kasje Kauwgom
- Schateiland
- Ed en Ebbeltje
- Mik en Mak (liedjes uit Mik & Mak)
- Pippi Langkous (liedjes uit Pippi Langkous)
- Paulus de Boskabouter (liedjes uit Paulus de Boskabouter)
- Beetje Bonanza
- Oebele moet blijven (liedjes uit Oebele)
- Bromsnor met de Schellebellen

### Het Blokhutkoor
- De liedjeskraam, kinderliedjes
- Muzikale speeltuin - De liedjeskraam, kinderliedjes
- Daar is er een jarig, kinderliedjes
- Een kast vol servies, tekst: Hanny S.R. Meijler, muziek: Paul van Wely
- De Corte Kinderliedjes (1962), liedjes van Jules de Corte
- Het Blokhutkoor zingt kinderliedjes van Jules de Corte, liedjes van Jules de Corte

Sinterklaas- en kerstliedjes
- Nieuwe sinterklaasliedjes, tekst: Hanny S.R. Meijler, muziek: Paul van Wely
- Maria's wiegelied, kinderkerstliedjes
- Herdertjes van Bethlehem, kinderkerstliedjes
- Jezus de zoon van Maria, kinderkerstliedjes

### De Tieners
- De Tiener-Band
- Kolderliedjes van Toon Hermans, liedjes van Toon Hermans